# Varasdy Ernő
Varasdy Ernő (beceneve: Titi) (Szombathely, 1927. március 24. – Budapest, 2015. április 4.) magyar csellista, karmester.

## Életpályája
1940–1949 között a budapesti Liszt Ferenc Zeneművészeti Főiskola gordonka és ütőhangszer szakán tanult. 1945-ben iratkozott be a Műegyetem Kultúrmérnöki (mai elnevezéssel: Építőmérnöki) Karára. 1946–1949 között a Műegyetemi Zenekar karmestere volt. Az egyetemről származása miatt 1948-ban kitiltották. 1949–1989 között a Magyar Állami Operaház és a Budapesti Filharmóniai Társaság Zenekara tagja volt. 1952-től a Fővárosi IX. kerületi Állami Zeneiskola (Ferencvárosi Ádám Jenő Zeneiskola) tanára volt.

## Családja
Édesapja Varasdy Sándor (1896–1970) főorvos volt. Két testvére volt: Varasdy Emmi (1925–2020) zongoraművész és Varasdy Frigyes (1930–) trombitaművész. Felesége, Bérczes Mária (1945–) balett-táncos volt.
Temetése a Farkasréti temetőben történt.

## Díjai
- Szocialista Kultúráért díj (1981)